# Drymaria perennis
Drymaria perennis là loài thực vật có hoa thuộc họ Cẩm chướng. Loài này được Gilli mô tả khoa học đầu tiên năm 1981.